# Еос
Е́ос (еол. Αυως, іон. 'Hώίς, дор. 'Αώς, атт. 'Έως, з прагрец. ausos; сюди ж належить лат. Aurora) — у давньогрецькій міфології — богиня світанку, дочка Гіперіона й Тейї, сестра Геліоса (Сонця) та Селени (Місяця); в поетичній уяві давніх греків постає молодою рожевотілою жінкою, з довгим хвилястим волоссям, у рожевих шатах. Уранці Еос підіймається з Океану і мчить на колісниці, запряженій парою крилатих коней, провіщаючи появу свого брата Геліоса. її вітає ранкова зірка, а інші зорі гаснуть. Часом ототожнюється з Гемерою (Днем). Чоловіком Еос був титан Астрей, від якого вона народила багато зірок та чотирьох вітрів — Аргеста, Еорея, Зефіра й Нота. Прекрасна богиня не була байдужа й до вроди смертних юнаків. Вона вшанувала своїм коханням Оріона, Клейта й Тітона, з яким мала синів Ематіона, Кефала та Мемнона. Під час Троянської війни Мемнона вбив Ахіллес. Поховавши сина, Еос плаче за ним, укриваючи землю сльозами-росою. Римляни звали Еос Авророю. Вважається матір'ю Люцифера.
На честь божества названо астероїд 221 Еос.

## Зображення

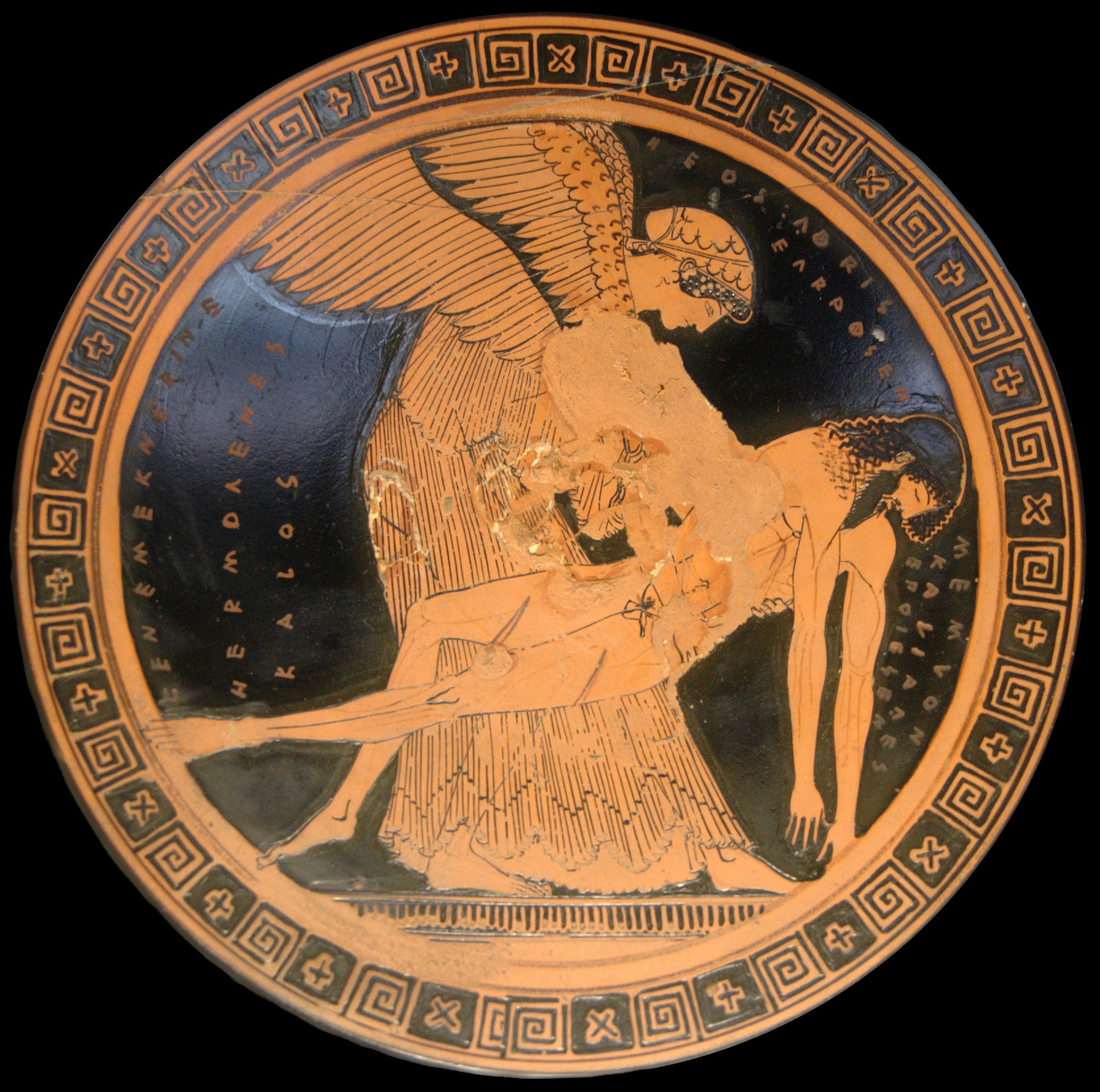
Еос та смерть Мемнона (490 – 480) пр. Хр., Лувр
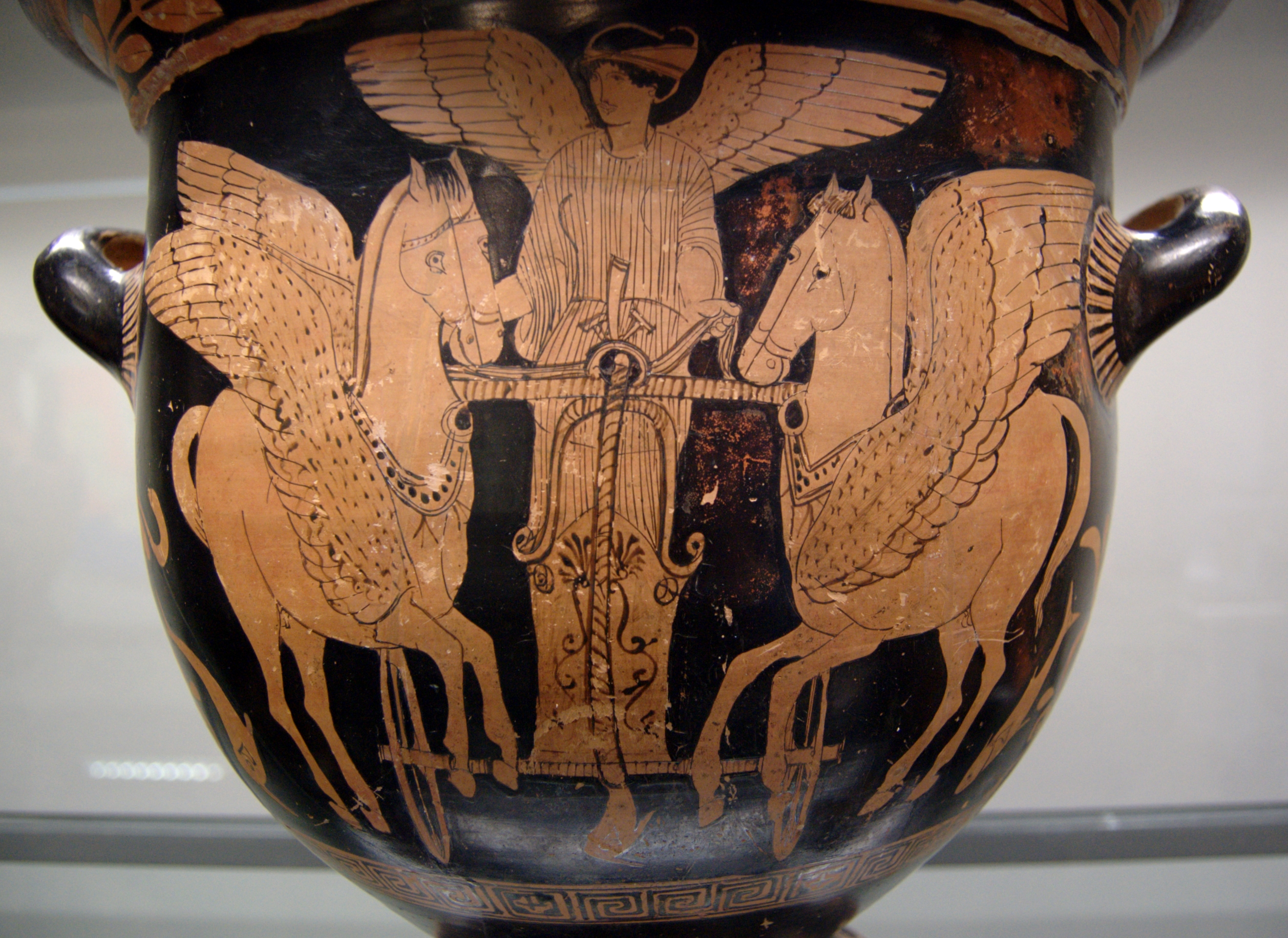
Еос и нейната колісниця (430 – 420)
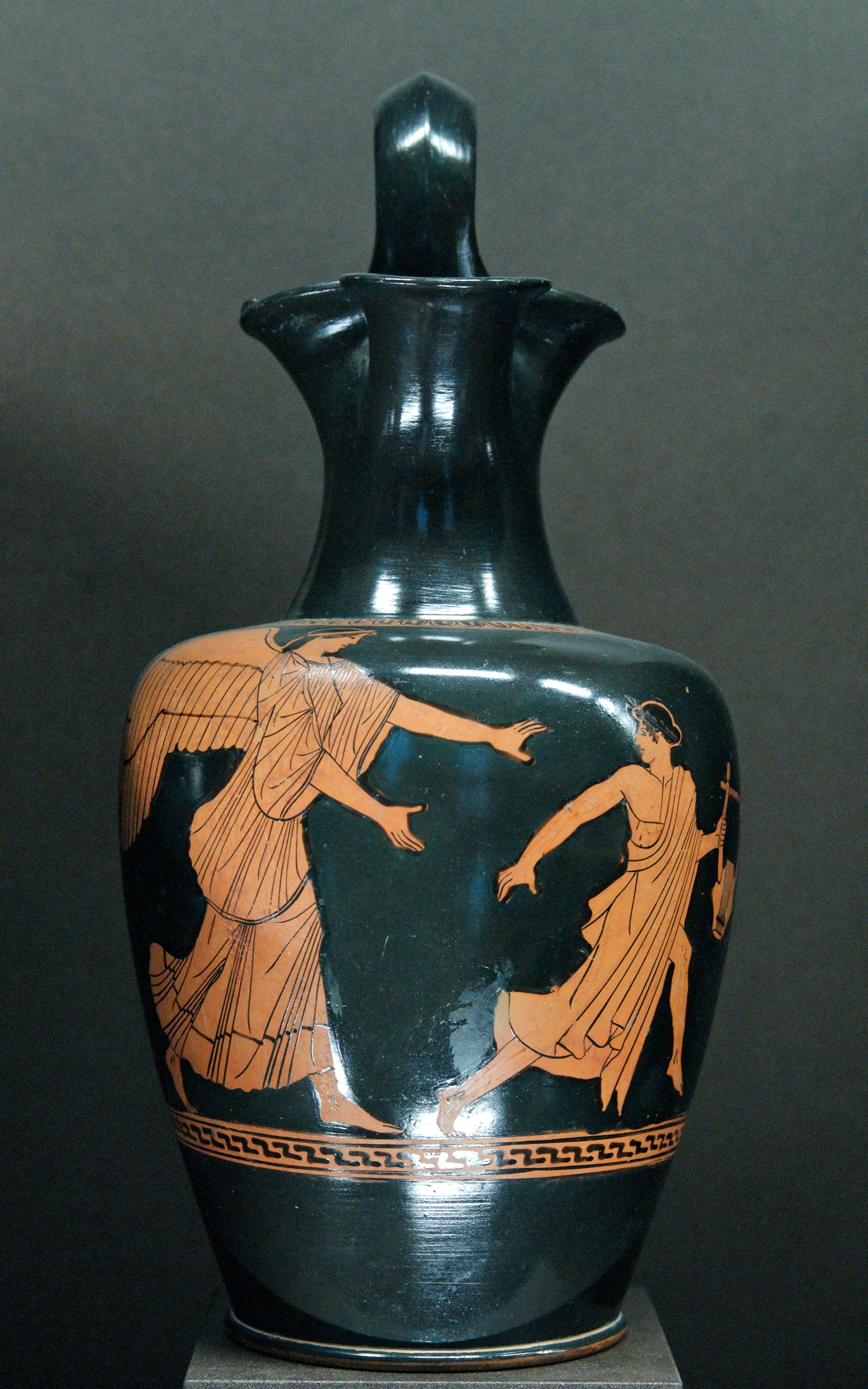
Еос переслідує Титона
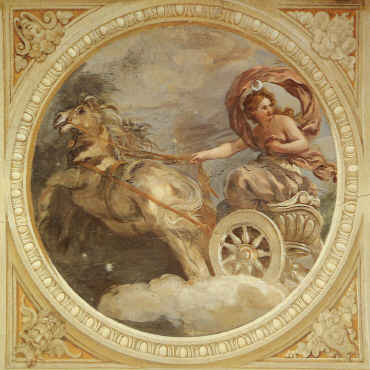
Еос на колісниці
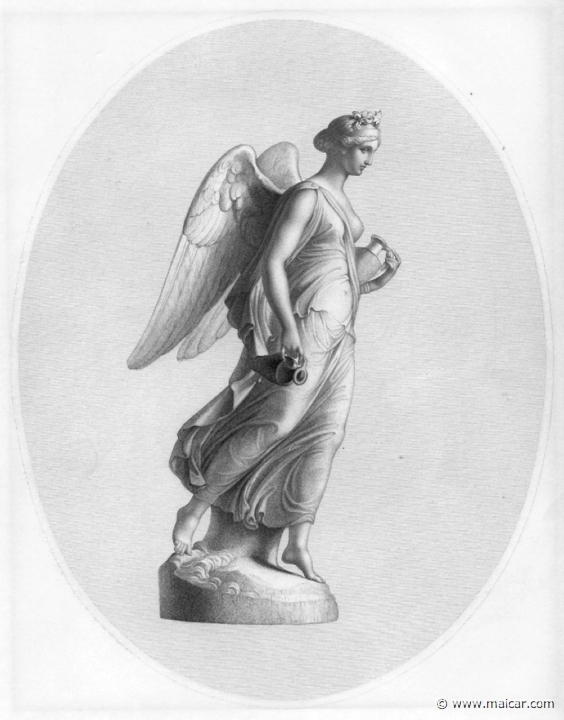
Еос, Джон Гібсон (1790 – 1866), графіка.
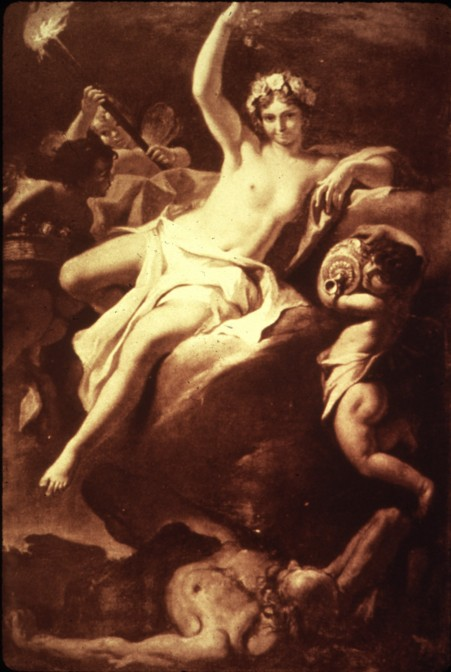
Еос и Тітон, Себастіано Річи (1700)і
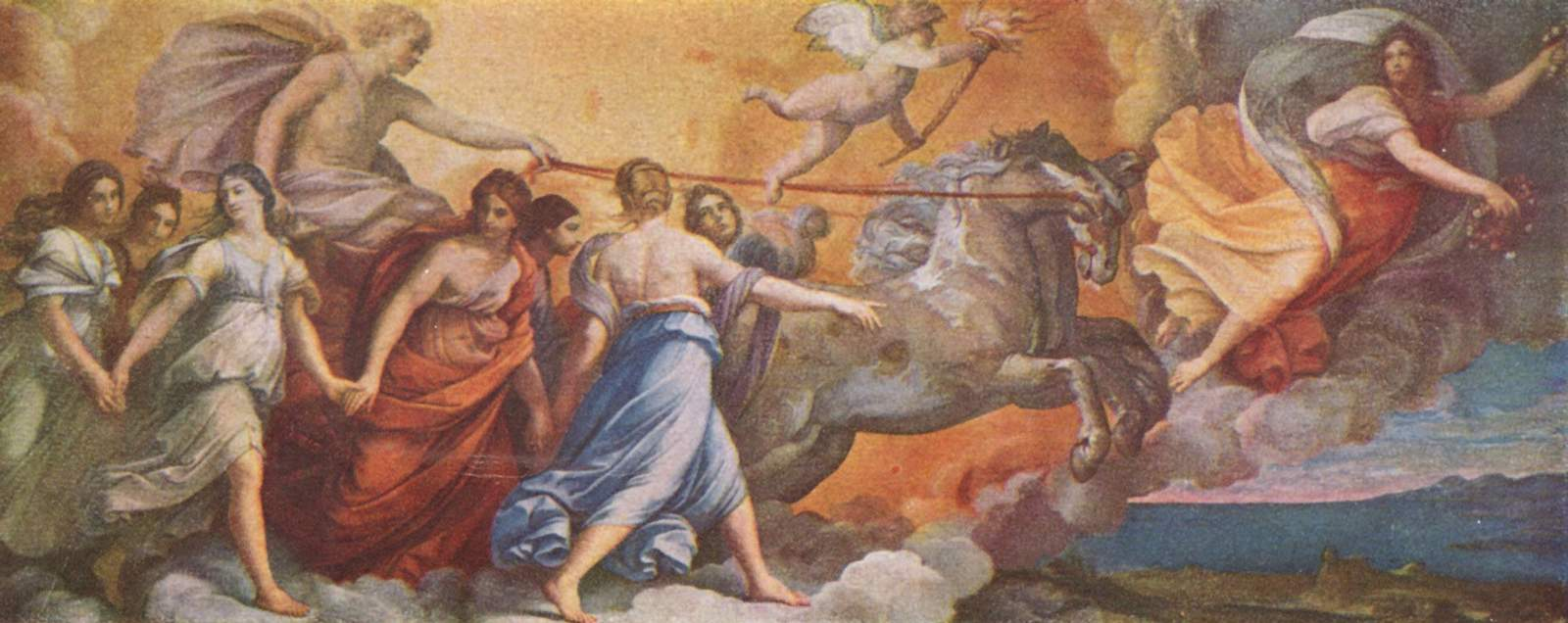
Гвідо Рені «Аврора», «Колісниця Аврори».
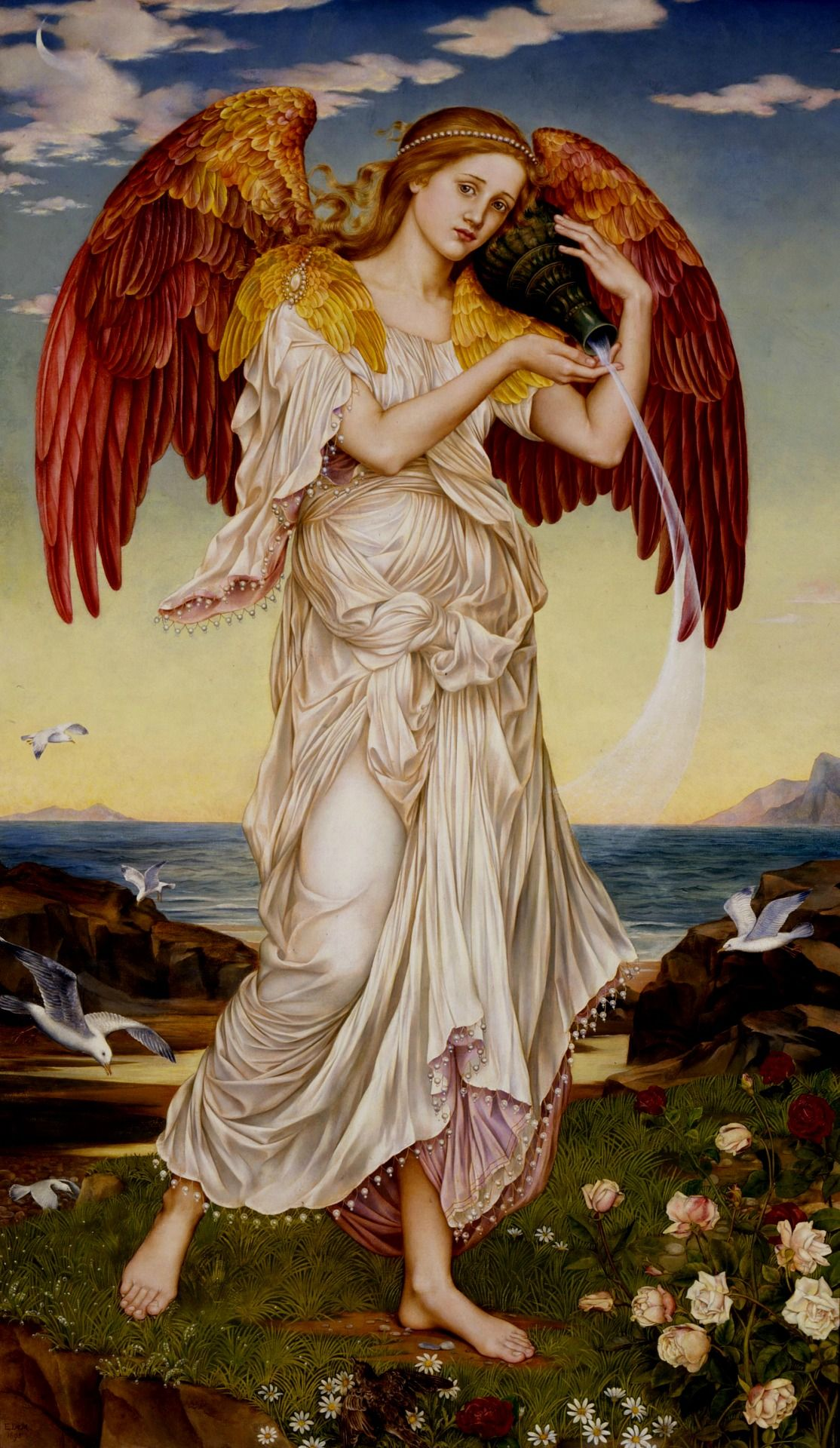
Еос розбризкує росу.